# Signe Swensson
Signe Swensson (23. november 1888 i Trondhjem -  22. april 1974) var en norsk læge og politiker for Højre, der var stortingsrepræsentant fra 1931 til 1936 og viceformand og fungerende formand for Norsk Kvinnesaksforening.